# Esmalcalda
| Escudo de armas             | Mapa                                        |
| --------------------------- | ------------------------------------------- |
| Escudo de Schmalkalden      | Mapa de Alemania, situación de Schmalkalden |
| Municipio                   |                                             |
| Estado Federado:            | Turingia                                    |
| Distrito:                   | Schmalkalden-Meiningen                      |
| Área:                       | 72,06 km²                                   |
| Población:                  | 17.910 (31 de diciembre de 2005)            |
| Densidad de población:      | 249 hab. por km²                            |
| Coordenadas:                | 50°43′N 10°23′E / 50.717, 10.383            |
| Código Postal:              | 98 574                                      |
| Iniciales de placa de auto: | SM                                          |
| Vecindarios:                | 12                                          |
| Dirección alcaldía:         | Altmark 1, 98574 Schmalkalden               |
| Página web:                 | http://www.schmalkalden.de/                 |
| Alcalde:                    | Thomas Kaminski (SPD)                       |

Esmalcalda (en alemán: Schmalkalden, pronunciación: /ʃmalˈkaldn̩/ⓘ) es una ciudad alemana del estado de Turingia.

## Geografía

### Ubicación geográfica
La ciudad está situada al suroeste del bosque de Turingia donde se unen los ríos Schmalkalde y Stille. Se halla en el centro geográfico del país.
Algunos municipios con los que colinda son Altersbach, Christes, Fambach, Floh-Seligenthal, Heßles, Metzels, Rotterode, Schwallungen, Springstille, Wasungen y Wernshausen.

### Distribución de la ciudad
La ciudad tiene los siguientes distritos: Aue, Asbach, Breitenbach, Grumbach, Haindorf, Mittelschmalkalden, Mittelstille, Möckers, Näherstille, Reichenbach, Volkers, Weidebrunn.
Grumbach se unió el 8 de marzo de 1994; Asbach, Mittelschmalkalden, Mittelstille y Möckers el 1 de junio de 1994.

## Clima
El clima en Esmalcalda es variado y oscila entre los extremos, dependiendo de la estación. En invierno predominan los paisajes blancos de nieve, mientras que en primavera y verano es totalmente verde y la temperatura se eleva hasta los 35 °C. Las lluvias son una constante en Esmalcalda, creando un ambiente húmedo. Es una comunidad que se encuentra rodeada de bosques y colimas, durante el invierno la blancura de la nieve cubre todo a su alrededor y durante el verano todo es verde haciendo muy atractivo el lugar para hacer caminata o bici de montaña.

## Historia
La primera mención que se tiene de la ciudad es hacia el año 874 a. C., se menciona como ciudad en el año 1180. En 1583 pasó a ser territorio de Hesse. 
Esmalcalda vuelve a aparecer en la historia en 1531, pues bajo el mandato de Felipe I de Hesse, llamado el Magnánimo, se concretó la Liga de Esmalcalda en esta ciudad. Esta liga fue una unión de varios príncipes germanos que profesaban el credo protestante, cuyo propósito era defenderse del emperador Carlos V y ayudar a difundir el protestantismo por el norte de Alemania. En 1547 la Liga de Esmalcalda fue derrotada definitivamente en la batalla de Mühlberg.
Antes de la Segunda Guerra Mundial era parte de la provincia prusiana de Hesse-Nassau. Durante la guerra, la ciudad sufrió un fuerte bombardeo que destruyó gran parte del centro. Su configuración política se dio a partir de la reunificación de Alemania.
El 1 de noviembre del año 2010, la ciudad llamó la atención en las noticias del mundo porque un deslizamiento inesperado de tierra creó un socavón de 50 metros de diámetro y 20 metros de profundidad, tragándose un vehículo, un garaje y provocando la evacuación de todos los vecinos; por fortuna el accidente no causó víctimas.

### Demografía
| 1830 a 1946 - 1830 - 5.327 - 1890 - 7.318 - 1905 - 9.529 - 1910 - 10.018 - 1925 - 10.440 - 1933 - 10.737 - 1939 - 10.851 - 1946 - 12.663 | 1950 a 1997 - 1950 - 12.665 - 1960 - 14.022 - 1981 - 17.385 - 1984 - 17.410 - 1994 - 19.605 - 1995 - 19.391 - 1996 - 19.305 - 1997 - 19.166 | 1998 a 2005 - 1998 - 18.952 - 1999 - 18.720 - 2000 - 18.551 - 2001 - 18.370 - 2002 - 18.237 - 2003 - 17.974 - 2004 - 17.896 - 2005 - 17.910 |

## Política
La asamblea de la ciudad está formada de la siguiente forma:
| CDU                                                | 5 escaños  |
| SPD                                                | 2 escaños  |
| PDS                                                | 5 escaños  |
| Bürgerinitiative 63- Organización no gubernamental | 12 escaños |

## Escudo de armas

### Blasón
El escudo de armas de la ciudad muestra en rojo dos torres de castillo plateadas con techo azul, y cuatro arreglos de oro en el techo del castillo. En la puerta figura un escudo dividido en dos, de un lado, en dorado una gallina negra con cresta y ropa rojas sobre tres cerros verdes; del otro lado, en azul un león dividido nueve veces en rojo y plateado, con una corona dorada. Y en la parte superior del castillo una S, inicial del nombre (en alemán) de la ciudad.

### Significado
La gallina y el león que aparecen en el blasón datan del doble mandato bajo el cual Esmalcalda se transformó en ciudad entre los años 1360 y 1583. Durante estos años gobernaban la ciudad el condado de Hesse-Kassel y el condado de Henneberg. Cuando en 1583 el conde Georg Ernst von Henneberg murió sin descendientes, sus territorios pasaron a manos de Guillermo IV de Hesse-Kassel.

## Relaciones con otras ciudades

### Ciudades hermanadas
1. Fontaine, Francia
2. Recklinghausen, Alemania

### Ciudades amigas
1. Tábor, República Checa
2. Alpignano, Italia
3. Dinkelsbühl, Alemania
4. Waiblingen, Alemania (Baden-Wurtemberg, ciudad amiga 1990)
5. Montana, Bulgaria (amistad de los liceos de Esmalcalda con el de habla alemana en Montana)

## Cultura y lugares de interés

### Edificios
- Vale la pena ver el centro, es muy pintoresco con casas típicas alemanas, el Ayuntamiento y la iglesia protestante, frente a la cual se establece un mercado cada semana. El 90% de las casas del medievo tardío han sido preservadas.
- La iglesia de la ciudad San Jorge (construida entre 1437-1509)
- El castillo Wilhelm (construido entre 1585-1590). Es el mayor atractivo cultural del pueblo, el castillo más grande de la región que cuenta con un museo y comúnmente es utilizado para otros eventos culturales.
- La casa de Lutero (1530). Casa en donde habitó durante una época mientras formulaba sus 95 Tesis.
- La Corte de Hesse (con la pintura Iwein - el más viejo mural profano pintado en Alemania).
- La casa en Weidebrunner Gasse 13 (construida entre 1369-1370), la casa más vieja de Esmalcalda.

### Eventos regulares
- Schmalkalden Hirschessen (fiesta de la ciudad), que se celebra el último fin de semana de agosto.
- Sommerfilmnächte (festival de cine al aire libre).

## Economía e infraestructura

### Tránsito
La ciudad no tiene conexión directa con ninguna carretera federal ni autopista. La carretera más próxima es la B19 (Eisenach - Meiningen), aproximadamente a 6 km al oeste de la ciudad y la autopista más cercana es la A71 (conexión en Meiningen-Nord, aproximadamente a 24 km y conexión en Suhl/Zella-Mehlis, aproximadamente a 26 km). Para hacer la ciudad más atractiva a la inversión, se acordó ampliar la carretera federal B62 (Bad Hersfeld - Barchfeld (Werra)) hasta la A71 en Zella-Mehlis. Para esta conexión, las calles que ya existen serán ensanchadas. También se discute una petición local de Esmalcalda, pues el tráfico del centro económico de Turingia del Sur (Suhl/Zella-Mehlis) ha crecido en dirección al oeste de Hesse (Bad Hersfeld, Kassel) y la ha congestionado.

### Educación

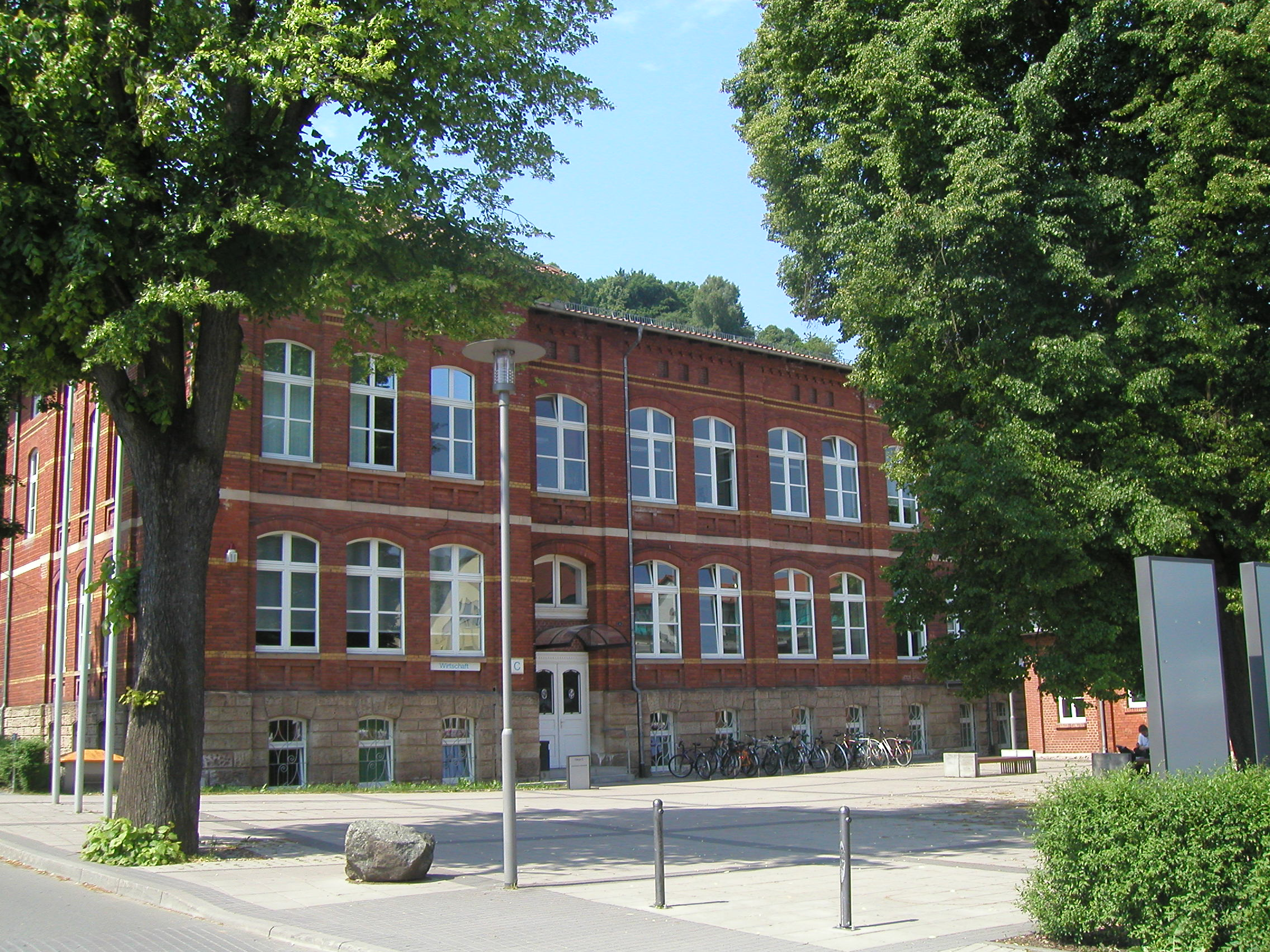
Escuela técnica de Esmalcalda, edificio C.

En 1902 se fundó la Real Escuela Técnica para la Industria del Hierro y del Acero. En 1918 recibió el título de Escuela Técnica de la Ciudad. Desde el otoño de 1945 ha sido una importante escuela de Ingeniería.
La Fachhochschule Schmalkalden (fhS) recoge la tradición de estas antecesoras, aunque no es la sucesora legal de estas instituciones. Cuenta con cuatro facultades: Mecánica (Maschinenbau), Economía (Wirtschaft), Informática (Informatik) y Electrotecnia (Elektrotechnik). A esta escuela asisten muchos extranjeros, lo que convierte a Esmalcalda en una ciudad cosmopolita. Gracias a la fhS, cuenta con una población juvenil muy grande, aunque la mayoría de estos estudiantes no son residentes. En la mayor parte de los casos vienen de diversas partes de Alemania y se quedan a vivir durante sus estudios, abandonando cada fin de semana la ciudad para visitar a sus familias.
En 2004 la ciudad de Esmalcalda recibió el nombre de "Ciudad universitaria".
Esmalcalda ofrece también otras oportunidades para estudios, como la Escuela de Pedagogía y el Centro Profesional.
Esmalcalda cuenta con tres escuelas primaria en Asbach, Esmalcalda y Weidebrunn; dos escuelas secundarias, la Escuela Secundaria Estatal y la Escuela Secundaria Estatal de Siechenrasen", y un instituto de segunda enseñanza que lleva el nombre de Philipp Melanchthon.
El Centro Estatal "Ludwig Bechstein" de Esmalcalda promueve y apoya la educación en el ámbito escolar a niños y jóvenes con capacidades diferentes.
El Conservatorio de Música de Esmalcalda ofrece educación musical desde temprana edad y una sólida preparación en ese ámbito.
Otras instituciones educativas son la Escuela Pestalozzi, el Instituto para Invidentes y la escuela para la educación de adultos.

## Personalidades

### Hijos e hijas de la ciudad
- Johannes Matthaeus (1526 - 1588), teólogo evangélico.
- Christoph Cellarius (22 de noviembre de 1638 - 4 de junio de 1707 en Halle), Director de la escuela de Halle y profesor de Historia
- Johann Conrad Geisthirt (2 de septiembre de 1672 - 30 de diciembre de 1734 en Eisenach), historiador de Henneberg.
- Christian Karl August Ludwig Freiherr von Massenbach (1758 - 1827), coronel del ejército prusiano y autor.
- Karl Wilhelm (5 de septiembre de 1815 - 26 de agosto de 1873 en Schmalkalden), director de coro y compositor, entre sus obras se encuentra La guardia en el Rin (Die Wacht am Rhein).
- Christa Moog (30 de enero de 1952), escritora alemana.
- Ulrike Apel-Haefs (31 de enero de 1952), política (SPD)
- Frank Luck (5 de diciembre de 1967), otrora biatleta alemán.
- Sven Fischer (16 de abril de 1971), biatleta, campeón del mundo en diversas ocasiones y campeón de las Olimpiadas de Invierno 2006
- Kati Wilhelm (2 de agosto de 1976), biatleta, campeona del mundo y campeona de Olimpiadas de invierno 2002 y 2006.
- Alexander Wolf (21 de diciembre de 1978), biatleta.
- Sabrina Buchholz (5 de marzo de 1980), biatleta,  campeona del mundo en el relevo mixto en 2008.

### Otras personalidades
- Felipe I de Hesse (13 de noviembre de 1504 en Marburgo - 31 de marzo de 1567 en Kassel), Landgrave de Hesse.
- Frieda von Masenbach, una de las herederas del castillo de Masenbach.
- Samuel Fischer (1547 - 1600), Profesor y pastor.
- Johann Nikolaus Tischer (1707 - 1774), organista y compositor alemán.
- Johann Gottfried Vierling (1750 - 1813),organista y compositor alemán.
- Johann Christian Friedrich Haeffner (1759 en Oberschönau - 1833 en Uppsala, Suecia), Director de orquesta en Estocolmo, después director de la Universidad de Música de Uppsala. Compositor.
- Ludwig Pappenheim (1887 - 1934), político del SPD, 1934 matado en el campo de concentración KZ Neusustrum
- Hermann Danz (18 de octubre de 1906 - 5 de febrero de 1945), miembro del KPD (partido comunista alemán). Político y miembro de la resistencia contra el Nacionalsocialismo.
- Jens Goebel (11 de enero de 1952), Ministro de educación y ciencia de Turingia, de 1991 a 1999 Profesor en la Escuela Técnica de Esmalcalda.

## Vida nocturna
Esmalcalda cuenta con varios bares pequeños, destacando Rainman's Irish Pub, Maykel's, Monokel, The Castle y el Studenten Club de la Fachhochschule Schmalkalden. Estos lugares son frecuentados por la gran comunidad estudiantil principalmente los martes y jueves. Los fines de semana suelen estar abiertos aunque con poca gente ya que la mayoría de los jóvenes regresan a sus hogares. Durante las vacaciones de verano e invierno su demanda llega a los niveles más bajos y algunos de ellos optan por no abrir.